# Tacca maculata
Espèce
Tacca maculata est une espèce de la famille des Dioscoreaceae.

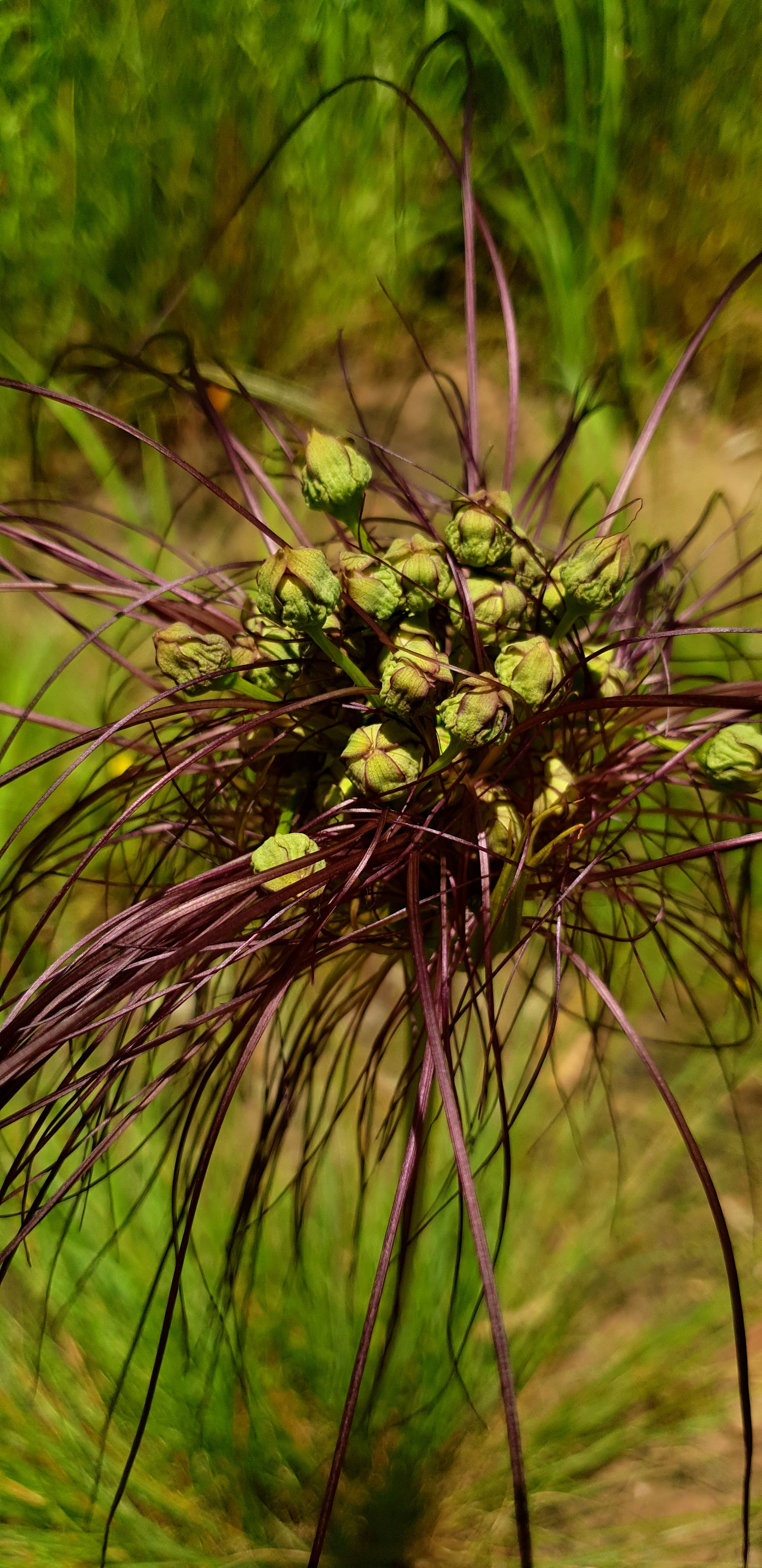
Plan rapproché de l'inflorescence

Il est originaire de l'Ouest de l'Australie, du Northern Territory, des Fiji and et des Samoa.
Il a été décrit par Berthold Carl Seemann en 1866.

## Description
Tacca maculata a des feuilles attachées à des pétioles pouvant atteindre 1,9 m de long, usuellement de plus de 1 m de long. Le limbe de la feuille commence par être triséqué, puis devient irrégulièrement disséqué. Le limbe de la feuille commence par être triséqué, puis devient irrégulièrement disséqué. La hampe de l'inflorescence mesure jusqu'à 2 m. Il y a trois ou quatre bractées en involucre qui sont lancéolées à ovales. Les 20 à 40 fleurs sont situées sur des pédicelles mesurant jusqu'à 5 cm de long. Les sépales et les pétales sont similaires, verts à l'extérieur et marron à l'intérieur. Le style mesure environ 2 mm de long et présente trois taches glandulaires à la base. Le fruit est arrondi et surmonté d'un périanthe persistant.

## Habitat
Tacca maculata pousse généralement dans des sols latéritiques bien drainés.

## Systématique
Le nom correct complet (avec auteur) de ce taxon est Tacca maculata Seem..
Tacca maculata a pour synonymes :
- Tacca pinnatifida subsp. maculata (Seem.) H.Limpr.
- Tacca pinnatifida var. aconitifolia F.Muell.
- Tacca pinnatifida var. aconitifolia F.Muell. ex Benth.
- Tacca pinnatifida var. maculata (Seem.) Domin
- Tacca samoensis Reinecke